# Zamek w Kirenii
Zamek w Kirenii – zamek położony na wschodnim krańcu starego portu w Kirenii na Cyprze (Cypr Północny). Dzisiejszy zamek jest budowlą powstałą w XVI wieku.

## Historia

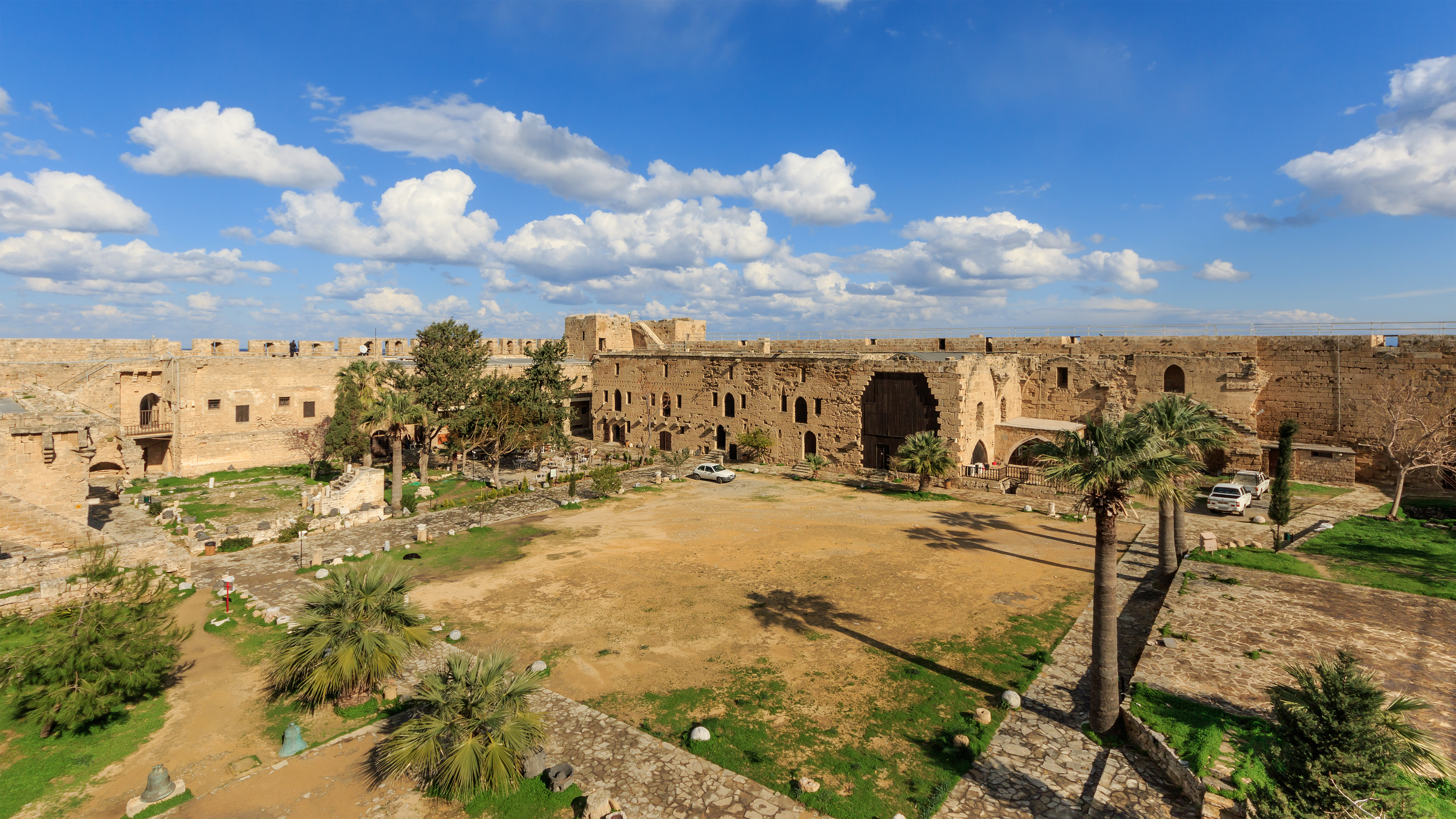
Dziedziniec wewnętrzny

Badania przeprowadzone w tym miejscu sugerują, że Bizantyjczycy zbudowali pierwszy zamek w VII wieku, aby chronić miasto przed nowym zagrożeniem związanym z najazdami arabskim. Pierwsza historyczna wzmianka o zamku ma miejsce w 1191 roku, kiedy król Ryszard I Lwie Serce zdobył go w czasie Trzeciej Krucjaty pokonując Izaaka Komnena.
Po krótkim czasie Ryszard I sprzedał wyspę templariuszom, a ci następnie Guyowi de Lusignanowi, byłemu królowi Jerozolimy. To rozpoczęło 300 lat frankońskiego Królestwa Cypru rządzonego przez Lusignan (1192–1489). Początkowo zamek był dość mały. Jan z Ibelinu powiększył go w latach 1208–1211. Główną funkcją zamku była służba wojskowa, a jego ulepszenia składały się z nowego wejścia, kwadratowych i podkowiastych wież, strzelnic dla łuczników i lochów.
Zamek przetrwał kilka oblężeń. Atak Genueńczyków w 1373 roku prawie go zniszczył, a najdłuższe z oblężeń w XV wieku trwało prawie cztery lata i zmusiło mieszkańców do jedzenia myszy i szczurów. W 1489 roku Wenecjanie przejęli kontrolę nad Cyprem, a w 1540 roku powiększyli zamek, nadając mu dzisiejszy wygląd. Główne zmiany, takie jak dodanie grubych murów i strzelnic dla armat, były adaptacjami do zmian w działaniach wojennych w postaci artylerii prochowej. Wenecjanie zainstalowali także porty strzelnicze na trzech poziomach, aby mogli skierować ogień armatni przeciwko atakującym z lądu. Wewnątrz zamku zbudowali ogromne długie rampy, aby móc wciągnąć artylerię na mury. Kiedy prace nad zamkiem zostały zakończone, jego mury obejmowały również mały kościół św. Jerzego, który Bizantyńczycy mogli zbudować w XI lub XII wieku.
W zamku znajduje się grób admirała osmańskiego Sadika Paszy. Brytyjczycy wykorzystali zamek jako koszary policyjne i szkołę szkoleniową. Wykorzystali także zamek jako więzienie dla członków greckiej organizacji cypryjskiej EOKA. Dopiero po uzyskaniu przez Cypr w roku 1960 niepodległości został on otwarty dla turystów. W 1974 roku po ustanowieniu nad północnym Cyprem władzy nieuznawanej Republiki Tureckiej w zamku otwarto muzeum, nad którym pieczę objął Departament Starożytności i Muzeów.
Ponadto w zamku znajduje się muzeum wraku starożytnego żaglowca zatopionego przesz sztorm ponad 2300 lat temu.